# Mary Reilly
Mary Reilly is een Amerikaanse film uit 1996 geregisseerd door Stephen Frears. De hoofdrollen worden vertolkt door Julia Roberts en John Malkovich. De film is gebaseerd op een boek van Valerie Martin, die hiervoor het bekende verhaal van Dr. Jekyll & Mr. Hyde opnieuw vertelde vanuit een vrouwelijk perspectief.

## Verhaal
Mary Reilly is de huismeid van Dokter Jekyll. Langzaamaan wordt ze verliefd op hem. Maar dan ontmoet ze zijn assistent, Edward Hyde, die knap maar mysterieus is.

## Rolverdeling
| Acteur            | Personage                          |
| ----------------- | ---------------------------------- |
| Julia Roberts     | Mary Reilly                        |
| John Malkovich    | Dr. Henry Jekyll / Mr. Edward Hyde |
| George Cole       | Mr. Poole                          |
| Michael Gambon    | Mr. Reilly                         |
| Kathy Staff       | Mevr. Kent                         |
| Glenn Close       | Mevr. Farraday                     |
| Michael Sheen     | Bradshaw                           |
| Bronagh Gallagher | Annie                              |
| Linda Bassett     | Marys moeder                       |
| Henry Goodman     | Haffinger                          |
| Ciarán Hinds      | Danvers Carew                      |

## Prijzen en nominaties
- 1997 - Saturn Award
  - Genomineerd: Beste make-up
- 1996 - Gouden Beer
  - Genomineerd: Beste film
- 1997 - Razzie Award
  - Genomineerd: Slechtste actrice (Julia Roberts)
  - Genomineerd: Slechtste regisseur (Stephen Frears)